# فربيون قنفذي
فربيون قنفذي (الاسم العلمي: Euphorbia erinacea) هو نوع نباتي يتبع جنس الفربيون من الفصيلة اللبنية.